# Giovanni Fabrini
Giovanni Francesco Fabrini (o Fabbrini), sui codici anche con l'aggiunta da Fighine, (Figline Valdarno, 1516 – Venezia, 1580) è stato un grammatico, linguista e umanista italiano.

## Biografia
Iniziò i suoi studi a Firenze, ma li dovette interrompere per dedicarsi all'attività mercantile. Trasferitosi a Roma, ebbe la possibilità d'insegnare e di pubblicare, nel 1544, il trattato della Interpretazione della lingua latina per via della Toscana dedicato alla memoria del cardinale Ippolito d'Este.  Dal 1547 fu invece chiamato a Venezia dal Senato come professore di eloquenza, dedicandosi all'istruzione di diversi giovani esponenti del patriziato veneto.
È noto per la sua intensa attività di volgarizzatore dei classici latini. In tal senso fra le sue principali traduzioni in volgare, in cui univa commenti anche a carattere filologico, spiccano le opere di Orazio (L'opere d'Oratio poeta lirico) nel 1548, le Epistole agli amici di Cicerone nel 1561, le commedie di Terenzio nel 1565 e - con l'apporto di Filippo Venuti, un lessicografo originario di Cortona noto soprattutto per la compilazione di un fortunato Dittionario volgare-latino,  con il quale aveva formato un sodalizio di traduttori a Venezia - l'Eneide di Virgilio nel 1575 (poi collocata, assieme alle Bucoliche e alle Georgiche, in un pregiato volume di opere virgiliane con i commenti anche di Carlo Malatesta e del Venuti).
Tra le sue traduzioni dal latino rientrano anche alcune opere di Francesco Patrizi, come nel caso del trattato De institutione reipublicae, compreso fra le aldine stampate da Paolo Manuzio nel 1545, mentre fra le sue collaborazioni spicca quella ai dialoghi sulla pittura dell'Aretino di Ludovico Dolce. È anche stato autore della pregevole Teorica de la lingua, che, edita a Venezia nel 1566, e scritta per Pietro de' Medici ma dedicata al padre di questi, Cosimo I de' Medici, illustra il metodo per una migliore traduzione letterale, parola per parola, del latino, anticipando di oltre due secoli la versione interlineare (o hamiltoniana) applicata da James Hamilton.